# Gázüzemű újratöltés

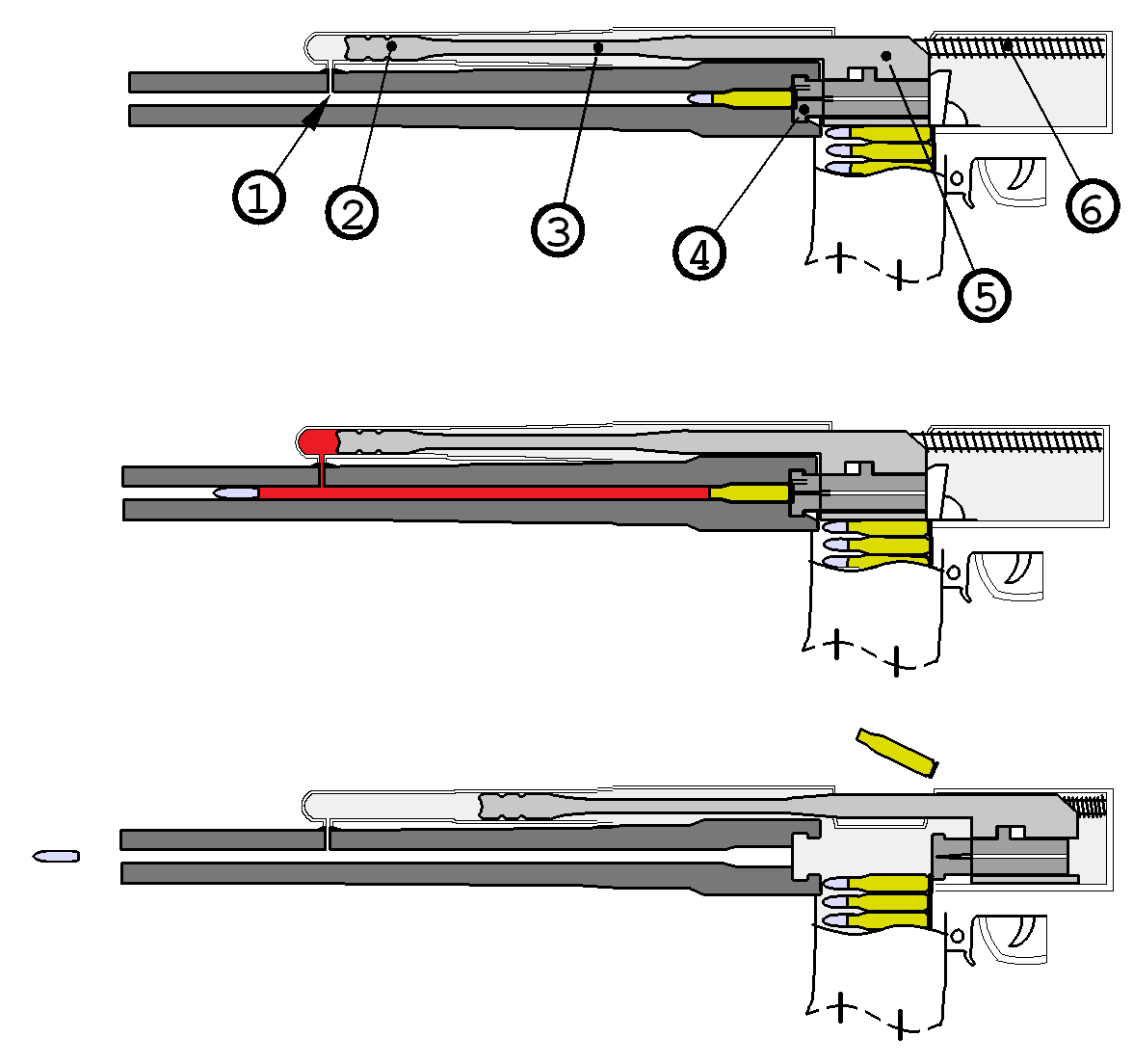
Gázüzemű lőfegyver
(a képen: Sturmgewehr 44).
1) gázcsatlakozó, 2) dugattyúfej, 3) rúd, 4) csavar, 5) csavartartó, 6) rugó

A fegyverek gázüzemű újratöltése olyan rendszer, amelyet a reteszelt és önzáró lőfegyverek működtetéséhez használnak. 
A csőben lévő lövedéket sűrű gázok mozdítják előre. Ezek a gázok a fegyvercsővel összeköttetésben álló gázdugattyút hátralökik a helyretoló szerkezettel együtt, így az kilöki a benne lévő üres töltényhüvelyt, és új töltényt helyez a csőbe.

## Története
A gázdugattyú egylövetű puskában történő használatának első említése 1856-ból származik. 1866-ban az angol William Curtis benyújtotta az első szabadalmat egy gázüzemű ismétlőpuskához, de ezt nem fejlesztette tovább. 1883 és 1885 között Hiram Maxim számos szabadalmat nyújtott be gázüzemes újratöltésű puskákhoz. 1889-ben az osztrák-magyar Adolf Odkolek von Újezd szabadalmat nyújtott be az első sikeres gázüzemű géppuska számára.

## Fordítás
- Ez a szócikk részben vagy egészben  a   Gas-operated reloading című angol Wikipédia-szócikk fordításán alapul.  Az eredeti cikk szerkesztőit annak laptörténete sorolja fel. Ez a jelzés csupán a megfogalmazás eredetét és a szerzői jogokat jelzi, nem szolgál a cikkben szereplő információk forrásmegjelöléseként.